# Slow Down, Bull
Slow Down, Bull est un jeu vidéo d'action, développé et édité par Insomniac Games, sorti le 20 avril 2015 sur ordinateur dans les versions Windows, MacOS et Linux. Le jeu permet d'incarner Esteban (ou Axel),, un taureau stressé.

## Système de jeu
Slow Down, Bull est un jeu d'action.

## Développement et commercialisation
Slow Down, Bull est développé par Insomniac Games. C'est alors un studio américain indépendant, fondé en 1994.
Le studio s'est bâti une solide renommée en créant plusieurs franchises à succès, uniquement sur console de salon, tels que Spyro the Dragon, Ratchet and Clank et Resistance. À partir de 2012, le studio s'essaye au jeu sur mobile (iOS et Android) avec le lancement de Outernauts ; puis, avec la parution successive en mai 2015 de Fruit Fusion, Digit and Dash et Bad Dinos.
En avril 2015, sort Slow Down, Bull sur PC, développé en parallèle d'autres projets (dont ceux mentionnés ci-dessus) par une petite équipe de quatre à cinq développeurs (selon l'avancement dans les phases de création) avec le moteur de jeu Unity,. D'après Lisa Bown, designer, le jeu est à considérer comme une « expérience ». En effet, elle a débuté, seule, le projet par un prototype, depuis lequel elle a incorporé beaucoup d'idées qui ne s'intégraient pas dans les grands projets — dits AAA — sur lesquels travaillaient le studio (comme Fuse). Par la suite, Insomniac Games l'a laissé créer son propre jeu, après avoir remarqué son potentiel, à la suite d'une journée de prototypage.
Le jeu sort le 20 avril 2015 sur Steam,.
Après la sortie du jeu, Insomniac Games a décidé de reverser 50 % du montant net des ventes du jeu à l'organisme Starlight Children's Foundation (en),.

## Accueil
Slow Down, Bull reçoit un accueil mitigé de la part de la presse spécialisée :